# Стеблево (община)
Стеблево (на албански: Komuna Stebleve) е бивша община в окръг Либражд, административна област Елбасан, Албания, съществувала до 2015 година. Общината обхваща 7 села в областта Голо бърдо, като центърът ѝ е в едноименното село Стеблево. Стеблево е преобладаващо българомохамеданско село, Борово, Забзун и Себища са смесено помашко-албански, а Моглица, Продан и Ланга са албански.
След 2015 година общината е слята с община Либражд.